# Free Church of Scotland (Continuing)

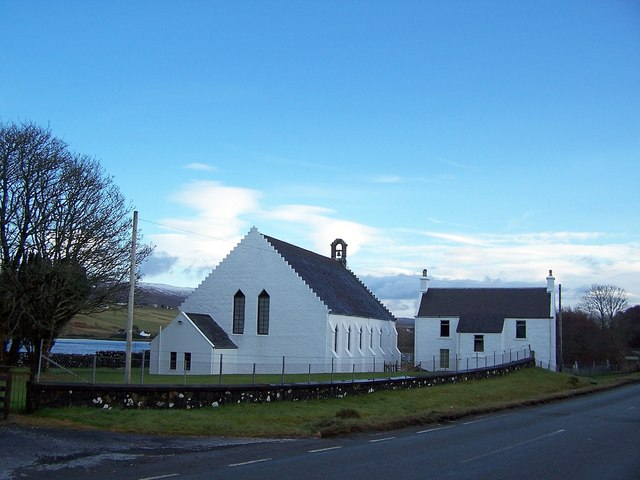
Free Church in Snizort

De Free Church of Scotland (Continuing) (Schots Gaelic: An Eaglais Shaor Leantainneach) is een bevindelijk gereformeerd kerkgenootschap in Schotland. Het kerkverband is ontstaan in januari 2000 na een scheuring binnen de Free Church of Scotland, vanwege een conflict over het exclusief zingen van psalmen in de eredienst (de Exclusive Psalmody-kwestie). De gemeenten bevinden zich vooral in de Schotse Hooglanden en op de westelijke eilanden (Binnen-Hebriden en Buiten-Hebriden). Naast de 33 gemeenten in Schotland bevinden zich 4 gemeenten in Noord-Amerika, 1 in Australië en een zendingspost in Zambia.

## Geschiedenis
De protestantse kerk van Schotland is ontstaan tijdens de Reformatie in de zestiende eeuw. Op 17 augustus 1560 werd de eerste gereformeerde geloofsbelijdenis in Schotland aangenomen en bekrachtigd. De roomse bisschoppen werden afgezet en de eerste General Assembly, de Algemene vergadering van de Schotse Kerk, kwam bijeen. De invloed van de protestanten was zo groot dat de hervormers onder leiding van John Knox hun geloofsbelijdenis in het Schotse Parlement mochten voorlezen. De kerk van Schotland was nationale kerk geworden, onder bescherming van de overheid. In 1843 vond er een afscheiding plaats van de nationale Schotse Kerk onder leiding van Davis Welsh en Thomas Chalmers. 470 van de 1200 predikanten sloot zich aan bij de nieuwe Free Protesting Church of Scotland, die later de Free Church of Scotland ging heten. 
In 1900 verenigde het grootste deel van dit kerkverband zich met de United Presbyterian Church of Scotland tot de United Free Church of Scotland. In 1929 herenigde deze kerk met de Kerk van Schotland. Momenteel is deze grote Kerk van Schotland de grootste kerk in Schotland. De algemene richting is vrijzinnig. Er zijn verschillende modaliteiten te vergelijken met de Protestantse Kerk in Nederland. 
De minderheid die in 1900 buiten de kerkfusie bleef, vormde opnieuw een Free Church of Scotland. Het kerkverband telde in 2000 15.000 leden en meer dan 100 gemeenten in Schotland, twee in London en vijf in Noord-Amerika. 
In 2000 ontstond uit deze kerk de Free Church of Scotland (Continuing). Aanleiding van de afscheiding was een conflict rondom de positie van prof. Donald MacLeod, rector van het Free Church College.  Op de achtergrond woedde een discussie rondom vragen over het blijven gebruiken van de King Jamesversie, de invoering van een nieuwere Psalmberijming en hoe om te gaan met muziekinstrumenten in de eredienst.

#### Contacten met (bevindelijk) gereformeerden in Nederland
In Schotland zijn er kerken die tamelijk los van elkaar opereren maar wat betreft de leer en praktijk grote overeenkomsten met elkaar vertonen. Net als in Nederland is er een verbondsmatige richting (orthodox-gereformeerde) en een bevindelijk-gereformeerde richting.
De Free Church of Schotland (F.C.S.) onderhield contacten met de Gereformeerde Kerken in Nederland, de Gereformeerde Kerken vrijgemaakt en de Christelijke Gereformeerde Kerken.  
De Free Church of Scotland (Continuing) (F.C.C.) heeft contacten met de Christelijke Gereformeerde Kerken en de Hersteld Hervormde Kerk. 
In Schotland bestaan verder nog de Reformed Presbyterian Church of Scotland (R.P.C). Dit is een sinds 1690 zelfstandig kerkverband.  
De Free Presbyterian Church of Scotland (F.P.C.) ontstond in 1892 vanuit de Free Church. Met dit kerkverband onderhouden de Hersteld Hervormde Kerk, de Gereformeerde Gemeenten in Nederland en Oud Gereformeerde Gemeenten in Nederland contacten. Het kerkverband staat sterk afwijzend tegenover de Rooms-Katholieke Kerk. 
In 1989 ontstond uit de Free Presbyterian Church de Associated Presbyterian Churches. Dit kerkverband voelt zich wel sterk aan de F.P.C. verbonden. 
De laatste decennia zijn er discussies (net als in Nederland) die verwijdering opleveren. Eens per jaar is er een Scottish Reformed Congress, waar contacten worden onderhouden.

## Karakter van het kerkverband
De FCC is een presbyteriaanse kerkverband dat vasthoudt aan de Westminster Confessie, de Grote en de Kleine Catechismus en de Schotse Geloofsbelijdenis van 1560. 
Men ziet zichzelf als voortzetting van de Free Church of Schotland zoals die in 1843 is ontstaan. Het zingen van de Schotse metrische psalmen zonder begeleiding van instrumentale muziek is een kenmerk van de liturgie. In de eredienst staat de preekstoel en de verkondiging centraal.
Maurice Roberts, predikant van de Free Church of Scotland Continuing, te Inverness, toont verbondenheid met de Schotse theoloog Samuel Rutherford: ‘Wat Augustinus voor de kerk van Christus is geweest in het verstaan van zonde en genade, wat Luther heeft betekend in de voorstelling van geestelijke vrijheid en rechtvaardiging, wat Calvijn als systematisch theoloog is geweest en Jonathan Edwards als een ontleder van opwekking en christelijke bevinding, dat is Rutherford voor de kerk geweest in het verstaan van de gemeenschap met Christus in dit leven."

## Bekende personen
Maurice Jonathan Roberts (1938) Predikant (emeritus). Roberts werd geboren in Chester (Engeland) en studeerde aan Durham University en het Free Church College. Voordat hij predikant werd was hij onderwijzer in klassieke talen op middelbare scholen in Schotland. Roberts speelde een belangrijke rol bij de oprichting van de Free Church of Scotland (Continuing) in 2000. Hij was voorzitter geweest van de Free Church Defence Association, die bezwaar maakte tegen de manier waarop de Free Church of Scotland had gehandeld in de zaak rond professor Donald Macleod. Roberts werd in juni 1999 geschorst. Meer predikanten werden het volgende jaar geschorst en reageerden door de kerk te verlaten. Roberts diende als moderator van de Algemene Vergadering van de FCC in 2007. Roberts was redacteur van het tijdschrift The Banner of Truth van 1988 tot 2003. Dit is een conservatief-christelijk maandblad in het Verenigd Koninkrijk. Hij heeft een aantal boeken geschreven: The Thought of God (1994), The Christian's High Calling (2000), Can We Know God? (2006), Great God of Wonders (2003), Union and Communion With Christ (2008), The Happiness of Heaven (2009), The Mysteries of God (2012) en Finding Peace with God: Justification Explained (2013).

## Afbeeldingen

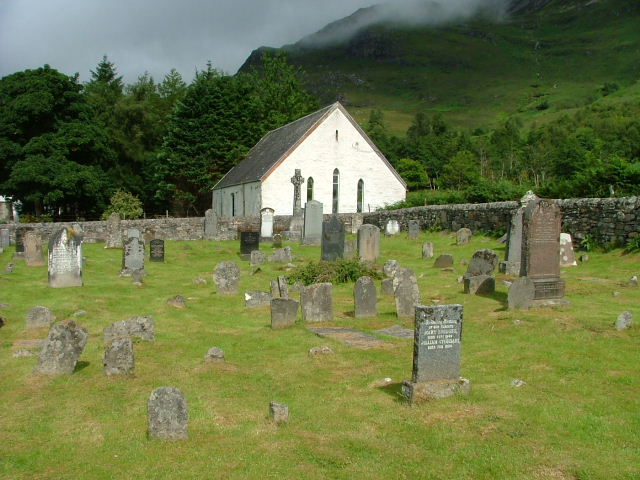
Kerkje in Arnisdale
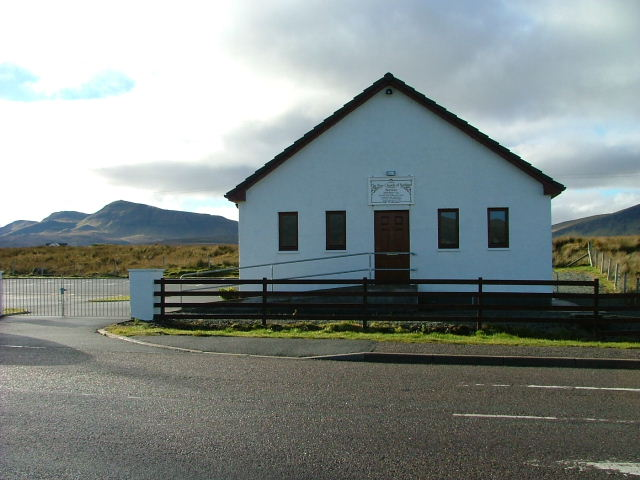
Kerkje in Staffin
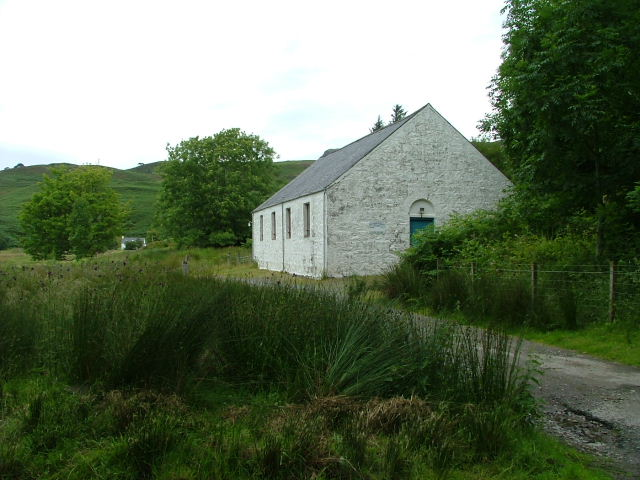
Kerkje in Glenelg
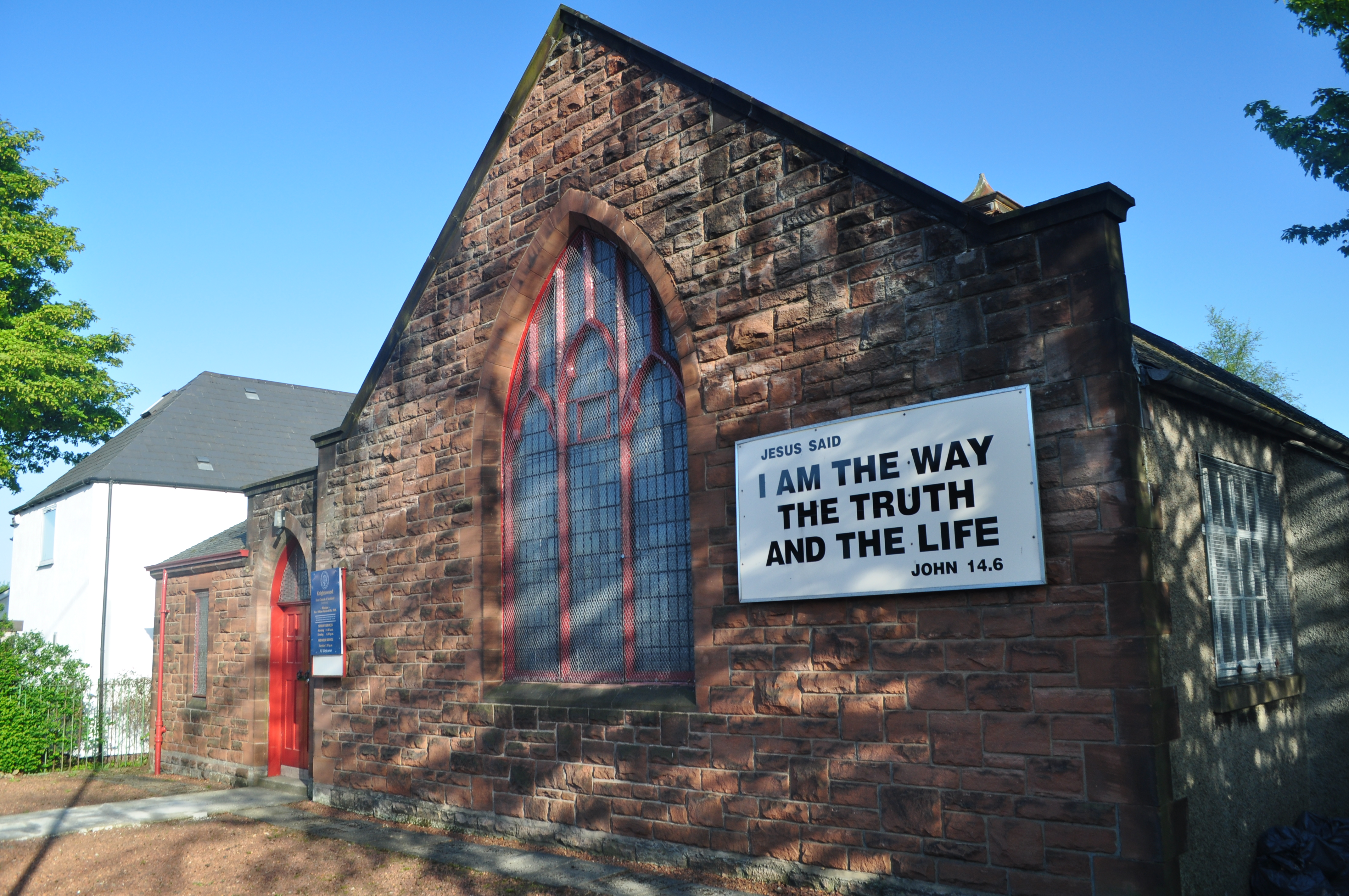
FCC in Knightswood

### Historisch
- Werner, Gn. De Schotse kerkgeschiedenis (1991) ISBN 90 6015 872 5
- Valen, L.J. van, Naftali een losgelaten hinde. De strijd en het lijden van de Schotse Kerk (1992) ISBN 90 331 0881 X